# Cielo (religione)
Nei vari culti religiosi il cielo, inteso sia in senso fisico che prettamente spirituale, ha una grande importanza.

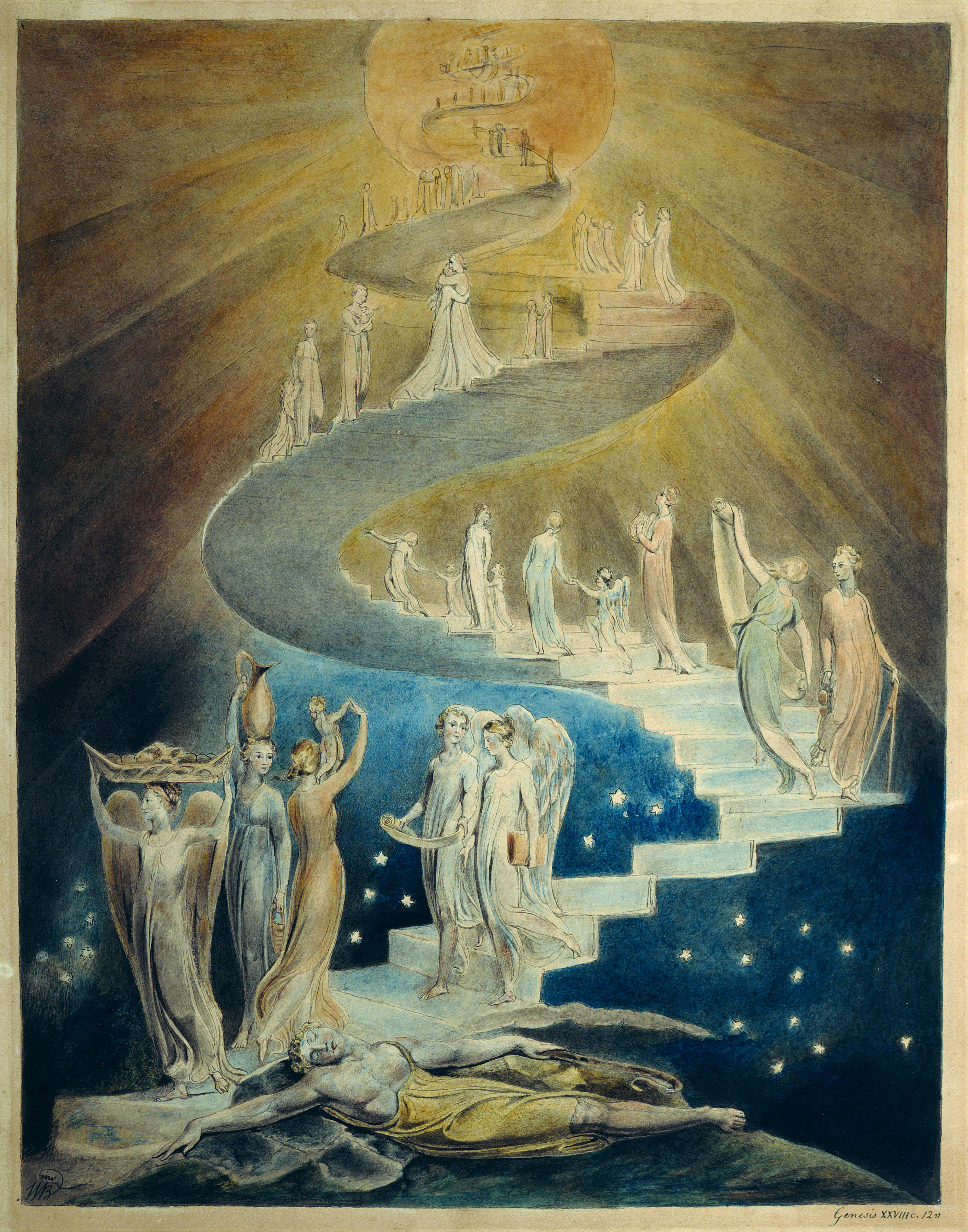
La scala di Giacobbe in un dipinto di William Blake (1805), che secondo la Bibbia viene percorsa dagli Angeli fungendo da collegamento tra il cielo e la terra (Genesi 28, 11-19).

Esso è la sede delle divinità oppure una divinità stessa; talvolta il cielo stesso presta alla divinità stessa alcuni suoi attributi. Presso i popoli primitivi la divinità celeste s'identifica in genere con quella suprema, mentre la divinità sotterranea, detta ctonia, ne è in qualche modo nemica o contrapposta.
Fin dall'antichità quindi il cielo era il luogo della trascendenza o dell'aldilà, solitamente contrapposto alla dimensione immanente della terra, alla quale tuttavia esso poteva riconnettersi attraverso una sorta di perno universale chiamato axis mundi o albero cosmico. L'elevazione verso il cielo, con cui i profeti incarnatisi sulla terra spesso vi hanno fatto ritorno, è detta ascensione.
Vasto e sconfinato, dava l'idea dell'immensità di spazio, dell'universalità di pensiero, della pienezza del sentimento, della dolcezza e della grazia, della beatitudine. Le prime divinità furono quelle del cielo, come ad esempio il dio dei tuoni o Zeus.

## Etimologia

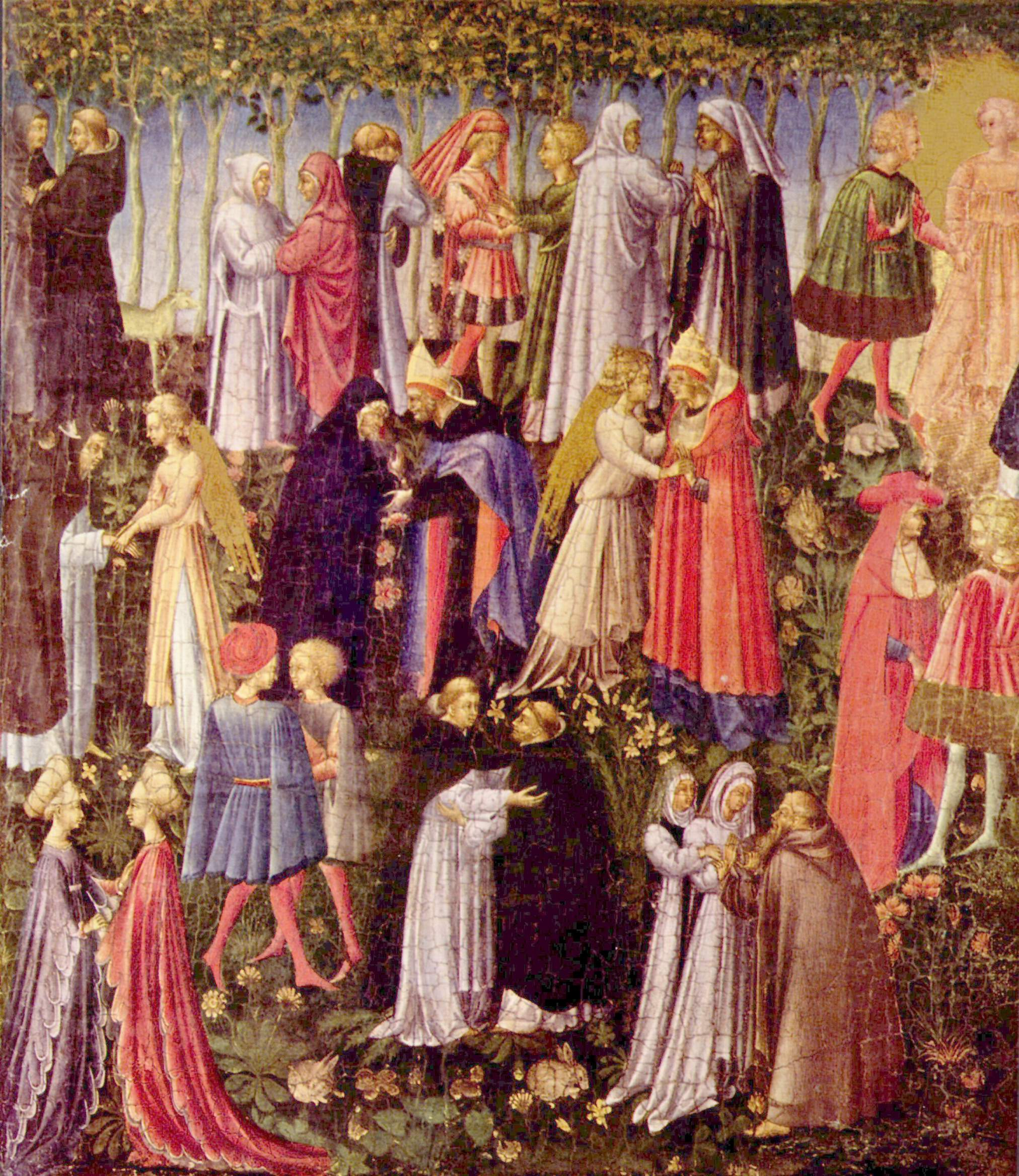
Il Cielo del Paradiso secondo Giovanni di Paolo (1440 circa), dimora di santi e beati.

Il termine cielo viene dal latino caelum, forse da kaid-lom, «(regione) tagliata e delimitata». La parola greca che indica il cielo è οὐρανός, ouranós, sia in senso fisico che spirituale.
In alcune lingue antiche e moderne si usano due parole differenti per i due significati. In inglese sky (di origine nordica) è il cielo in senso comune o scientifico, mentre heaven è il cielo in senso religioso. In ebraico si ha shamayīm, «cielo» (pluralia tantum: lett. "cieli"), e raqia, «firmamento».

## Cielo e paradiso
Comunemente cielo in senso religioso e paradiso sono considerati equivalenti; più precisamente cielo si riferisce alla sede del Paradiso e alla sua organizzazione: il Paradiso di Dante, per esempio, è diviso in nove cieli ai quali si deve aggiungere il Paradiso terrestre o Eden, più l'Empireo. Non mancano però paradisi (intesi come luoghi di beatitudine per le anime rette) che non si trovano in cielo: un esempio sono i Campi Elisi dell'antica Grecia, o lo stesso Eden.
Una distinzione ulteriore tra cielo e paradiso emerge in sant'Agostino: il cielo è la dimora attuale di santi e beati ma la loro condizione è provvisoria: la beatitudine piena si avrà solo dopo il Giudizio e la parusia, con la risurrezione dei corpi. Solo allora santi e beati potranno accedere al cielo sommo, che Agostino chiama appunto paradiso. Questa posizione è criticata da Giovanni Scoto Eriugena, che si appella a Massimo il Confessore e a Gregorio di Nissa per ribadire che non si può determinare la futura dimora dei corpi dei beati, dato che la condizione paradisiaca non si applica a un luogo definito in senso spazio-temporale ma piuttosto a una differente condizione esistenziale.

## Il cielo nelle tradizioni religiose
(Matteo, 6,9)
 Oltre che la sede del divino, sin dall'antichità il cielo era ritenuto vivo e animato in ogni sua parte, in quanto abitato appunto da esseri superiori, la cui manifestazione visibile erano gli astri.

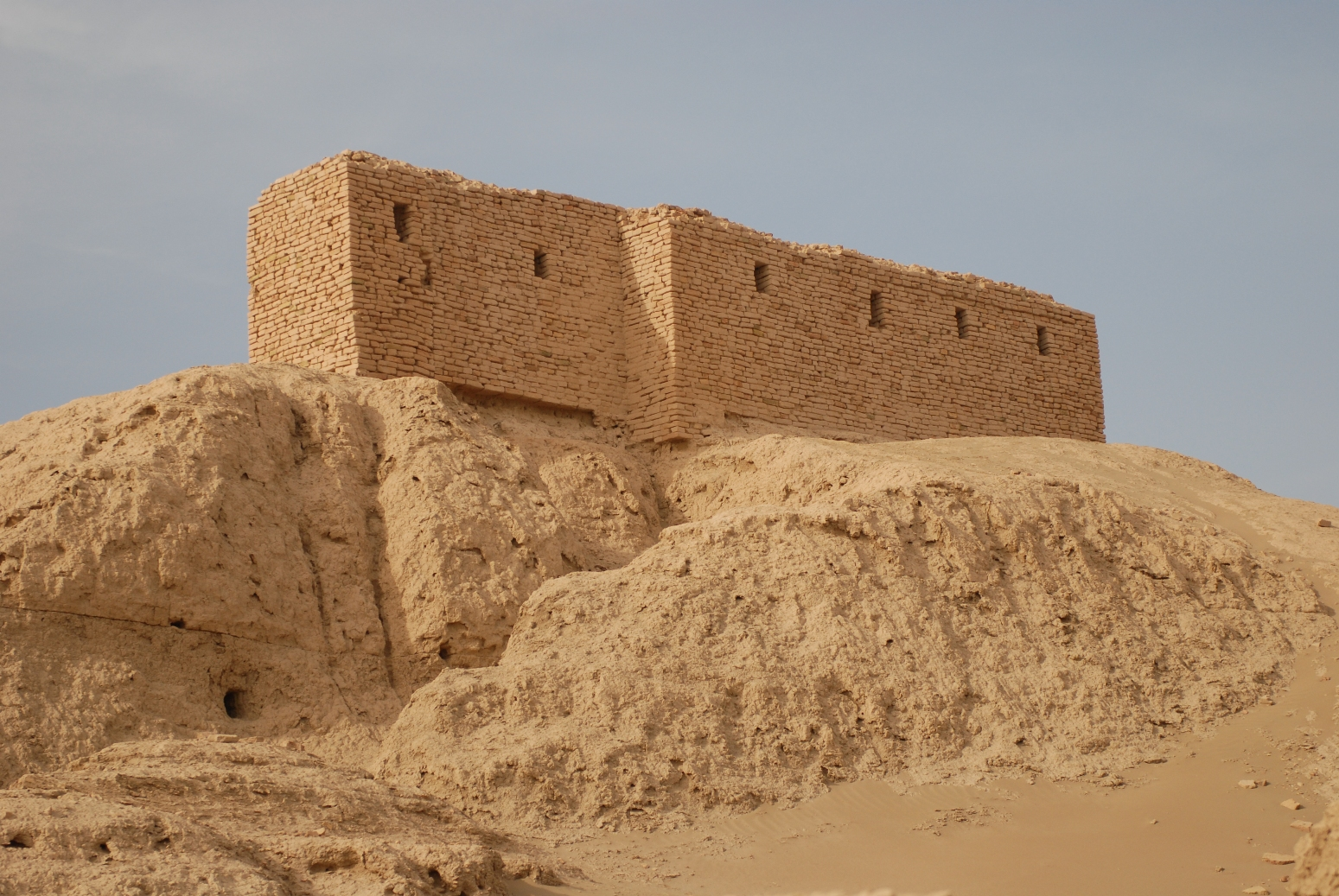
Rovine del tempio Ekur a Nippur, ritenuto dagli antichi mesopotamici il Dur-an-ki, la «corda di ormeggio» del cielo alla terra.

La potenza di costoro variava a seconda del loro grado di altezza e luminosità: ad esempio per gli antichi Mesopotamici la volta del cielo era costituita da una serie di cupole, di solito tre (ma talora sette) che ricoprivano la Terra, ognuna composta di un diverso tipo di pietra preziosa. La più bassa era fatta di diaspro, quella mediana di pietra saggilmut, dimora degli Igigi, mentre la cupola più alta di pietra luludānītu e personificata come An, il dio del cielo.
Come in altre antiche culture del Medio Oriente, nella Bibbia ebraica l'universo è comunemente diviso in due regni: il cielo (šāmayim) e la terra (ereṣ). A volte si aggiunge un terzo regno: il «mare», «acqua sotto la terra», o talvolta una vaga «terra dei morti» che non viene mai descritta in profondità. La struttura stessa del cielo non è mai completamente descritta nella Bibbia, ma il fatto che la parola ebraica šāmayim sia plurale è stato interpretato dagli studiosi come un'indicazione che gli antichi israeliti immaginavano i cieli come aventi più strati, proprio come gli antichi Mesopotamici.

### Struttura dei cieli nell'astronomia greca

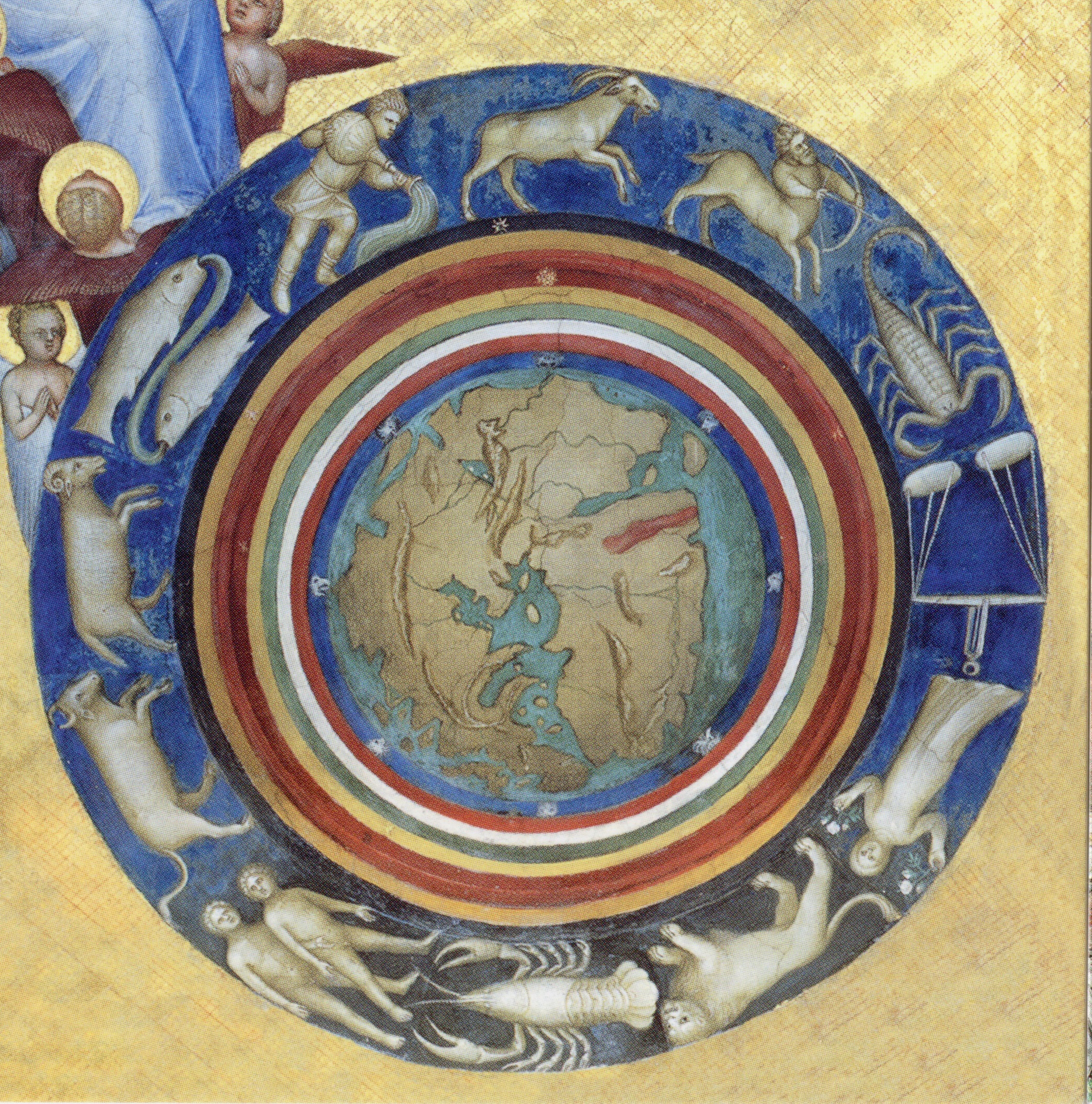
I nove cieli rappresentati da Giusto de' Menabuoi come nove cerchi concentrici di colore diverso intorno alla Terra, nella Creazione del mondo del battistero di Padova.

Nell'antica Grecia, gli Dei discendevano a loro volta da divinità primordiali personificazioni del cielo, quali Urano ed Etere. La Terra era considerata il centro dell'universo, al di sopra della quale ruotavano diverse sfere concentriche, collocate una dentro l'altra, il cui numero serviva a rendere ragione dei movimenti all'apparenza irregolari degli astri. Pitagora intravedeva in esse delle relazioni matematiche che producevano un'armonia celestiale, la cosiddetta «musica delle sfere», impercettibile all'orecchio umano, capace di influire sulla qualità della vita terrena.
Al di là dei cieli Platone collocava l'Iperuranio, sede delle idee, mentre secondo il modello di Aristotele, perfezionato in seguito da Claudio Tolomeo, vi era oltre l'universo un Motore immobile, identificabile con la Divinità suprema – mentre i vari Dei risiedevano al suo interno – che ingenerava un impulso al movimento in queste sfere, le quali cercando di imitare la sua perfetta immobilità risultavano contraddistinte dal moto più regolare e uniforme che ci fosse, quello circolare. Tale movimento tendeva tuttavia a corrompersi progressivamente dalla sfera più esterna verso quella terrestre, trasformandosi da circolare-uniforme in rettilineo.

### Struttura dei cieli nella teologia cristiana
Basandosi sulla cosmologia tolemaica, i teologi cristiani identificarono così nove cieli fondamentali, i primi sette corrispondenti alle orbite dei pianeti visibili a occhio nudo: costituiti da una sostanza spirituale, eterea e priva di ogni difetto, contenevano il pianeta ad essi associato incastonato come una gemma. Di questi, il più elevato era quello di Saturno, donde l'espressione «essere al settimo cielo», nel senso di raggiungere una grande felicità. Ad essi si aggiungeva un cielo delle stelle fisse o Firmamento, e un Primo mobile (Primum mobile) che dava il moto a tutti gli altri. Vennero poi aggiunti, talvolta, altri due cieli cristallini e infine la sede di Dio, ovvero il cielo fisso detto Empireo, che portavano il computo finale a 12, numero importante per la mistica cristiana.
Fino al Medioevo furono comunque nove i cieli complessivi identificati dagli studiosi di astronomia, una disciplina ritenuta intimamente collegata a molte altre, quali l'astrologia, la filosofia, la teologia, l'angelologia e le scienze, secondo una visione organica e unitaria del sapere dell'epoca, magistralmente sintetizzato ad esempio da Dante Alighieri nel Convivio (1307). Questi associò ad ognuno dei nove cieli un pianeta dell'astrologia, ed anche una delle nove gerarchie angeliche della tradizione cristiana risalente a Dionigi l'Areopagita. Come nell'antichità greco-romana ogni divinità era collocata in un suo proprio cielo, allo stesso modo risultava così collocato ogni coro degli angeli in una precisa sfera, preposto al moto di rivoluzione del suo rispettivo pianeta:

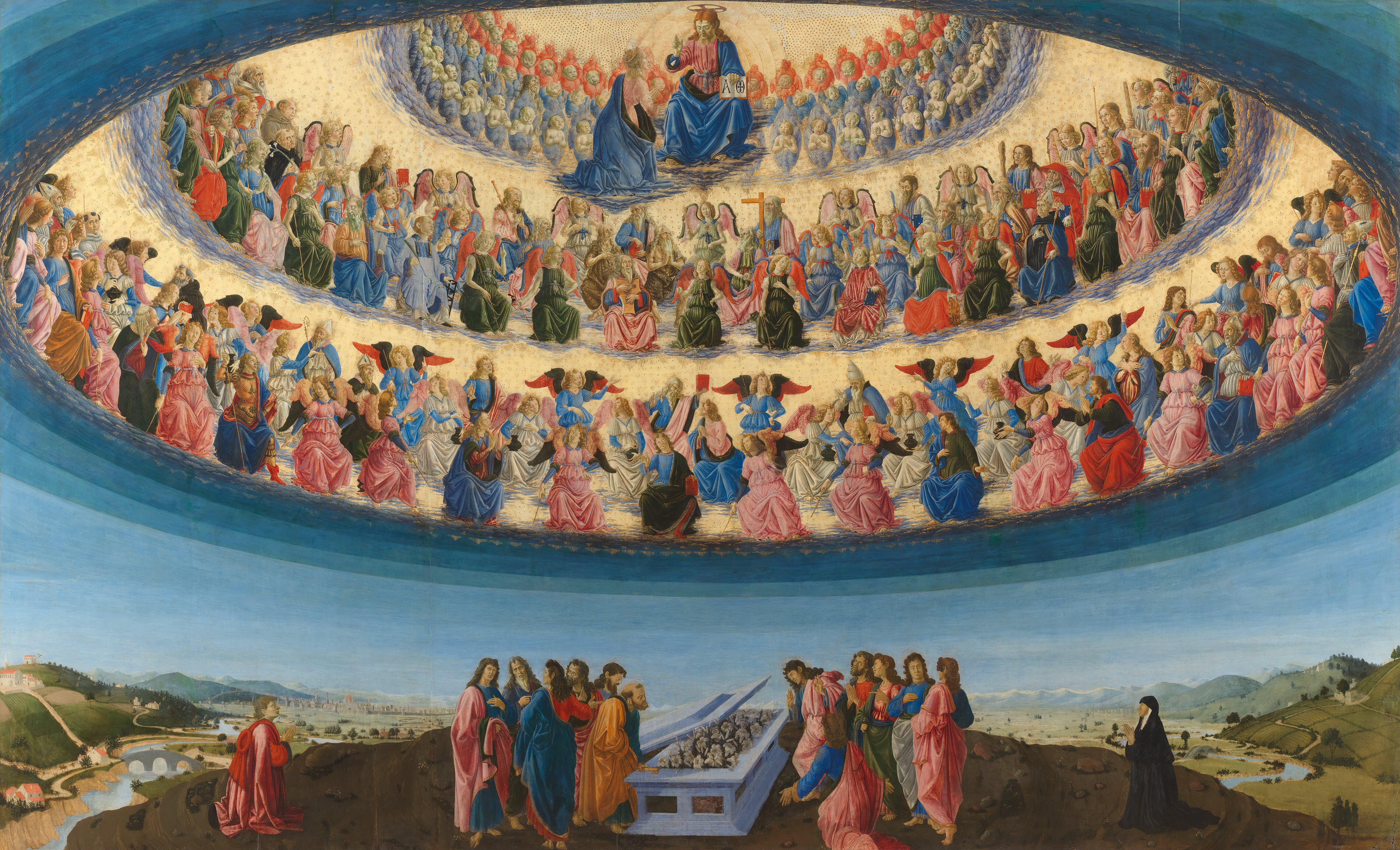
Assunzione della Vergine, di Francesco Botticini (1475), che vede il cielo strutturato in una gerarchia di Angeli.

E volsero che, sì come le Intelligenze delli cieli sono generatrici di quelli, ciascuna del suo, così queste fossero generatrici dell'altre cose ed essempli, ciascuna della sua spezie; e chiamale Plato "idee", che tanto è a dire quanto forme e nature universali.
Li gentili le chiama[va]no Dei e Dee, avegna che non così filosoficamente intendessero quelle come Plato, e adoravano le loro imagini, e facevano loro grandissimi templi. [...] Nessuno dubita, né filosofo né gentile né giudeo né cristiano né alcuna setta, ch'elle non siano piene di tutta beatitudine, o tutte o la maggior parte, e che quelle beate non siano in perfettissimo stato.»
(Dante, Convivio, II, cap. IV, 1-9)
Ogni cielo è inoltre identificato da Dante con una scienza:
(Convivio, II, cap. XIII, 8)

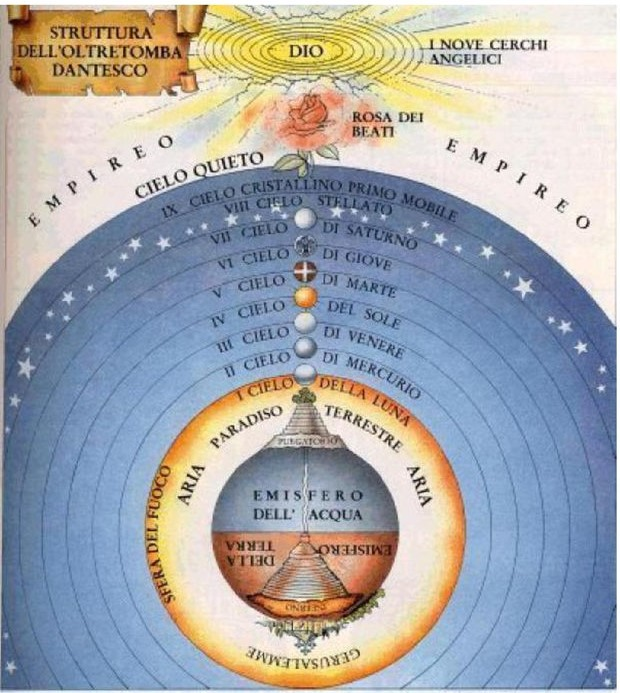
I cieli del Paradiso che circondano le sfere del mondo sublunare, nella struttura dell'oltretomba dantesco.

L'ordine dei nove cieli medioevali, più l'Empireo, elencati secondo la loro progressiva distanza dalla Terra, risultava dunque il seguente:
| Sfere      | Pianeti                | Gerarchie   | Scienze             |
| I Cielo    | Luna                   | Angeli      | Grammatica          |
| II Cielo   | Mercurio               | Arcangeli   | Dialettica          |
| III Cielo  | Venere                 | Principati  | Retorica            |
| IV Cielo   | Sole                   | Potestà     | Aritmetica          |
| V Cielo    | Marte                  | Virtù       | Musica              |
| VI Cielo   | Giove                  | Dominazioni | Geometria           |
| VII Cielo  | Saturno                | Troni       | Astrologia          |
| VIII Cielo | Stelle fisse (Zodiaco) | Cherubini   | Fisica e Metafisica |
| IX Cielo   | Primo mobile           | Serafini    | Etica               |
| X Cielo    | Empireo                | Dio         | Teologia            |

#### Regno dei cieli
Un termine ricorrente nella letteratura evangelica cristiana, più sviluppata dell'Antico Testamento, è «regno dei cieli» (in greco βασιλεία τῶν οὐρανῶν, basileía tòn ouranōn), contrapposto a quello della terra su cui invece governa il Signore delle tenebre. La risoluzione di questa contrapposizione, con la venuta del «regno dei cieli» sulla terra, fu indicata da Gesù come vicina o imminente.
Secondo Bart Ehrman tuttavia, a causa del procrastinarsi di quest'evento, le attese cristiane si sarebbero trasformate gradualmente nell'attesa di una ricompensa immediata in cielo dopo la morte, piuttosto che in una futura discesa del regno divino sulla terra, sebbene le dichiarazioni di fede della chiesa continuassero a promettere il giorno della risurrezione dei morti e l'avvento di un nuovo mondo.
Ad esempio papa Clemente I, primo fra i Padri della Chiesa, non menziona l'ingresso in cielo dopo la morte, ma esprime invece la fede nella risurrezione dei morti dopo un periodo di “sonno” o stato intermedio., che dura fino alla Seconda Venuta.

#### Cosmologia ortodossa
Anche secondo la cosmologia ortodossa orientale, il Cielo è strutturato su molteplici livelli (Giovanni 14:2), il più basso dei quali è il Paradiso terrestre. Al tempo della creazione, questo toccava la terra nel Giardino dell'Eden. Dopo la caduta dell'uomo, il Paradiso fu separato dalla terra e all'umanità ne fu proibito l'ingresso, perché non prendesse parte all'albero della vita e vivesse eternamente in uno stato di peccato (Genesi 3:22–24). Dopo la Crocifissione di Gesù, gli ortodossi orientali credono che Gesù abbia aperto di nuovo la porta del paradiso all'umanità (Luca 23:43), e il ladro pentito sia stato il primo ad entrare.

### Struttura dei cieli nella teologia islamica

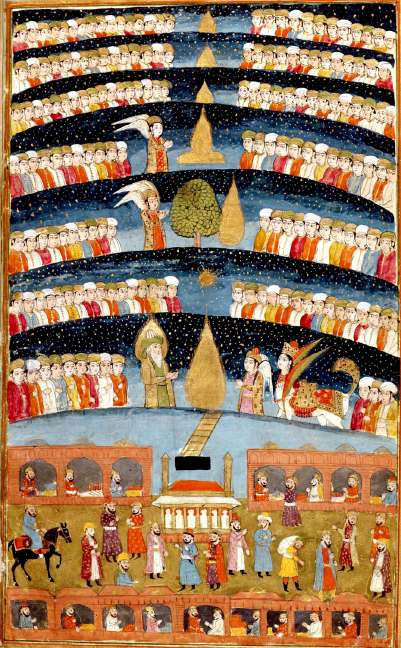
Miniatura persiana del XIX secolo, che raffigura vari strati del cielo sopra la Terra.

Simile alle tradizioni ebraiche come il Talmud, anche nel Corano e negli Hadith ricorre spesso la descrizione di sette samāwāt (سماوات), plurale di samāʾ (سماء), che significa «cielo», «strato» o «sfera celeste», affine all'ebraico shamāyim ( שמים). Alcuni dei versetti del Corano che menzionano i samaawat sono 41:12, 65:12 e 71:15. Sidrat al-Muntaha, un grande misterioso albero di loto, segna la fine del settimo cielo e l'estremo limite per le creature di Dio e la conoscenza umana.
Secondo fonti sciite, Alì menzionò i nomi dei sette cieli come segue:
1. Rafi' (رفیع), il paradiso minore (سماء الدنیا)
2. Qaydum (قیدوم)
3. Marum (ماروم)
4. Arfalun (أرفلون)
5. Hay'oun (هيعون)
6. Arous (عروس)
7. Ajma' (عجماء)

Una diversa denominazione dell'aldilà per i giusti è conosciuta nell'Islam come Janna (in arabo جنة , «Giardino [dell'Eden]» tradotto come "paradiso"). Questo è descritto principalmente in termini fisici come un luogo in cui ogni desiderio viene immediatamente esaudito quando richiesto.

## L'esegesi moderna
La rivoluzione copernicana prima, e l'esplorazione dello spazio poi, hanno sostituito la visione dei cieli composti da sfere orbitanti, con la traiettoria delle orbite percorse dai rispettivi pianeti. Giordano Bruno scrisse nella sua opera La Cena delle Ceneri: «Non più la Luna è cielo a noi che noi a la Luna».
In seguito, la perdita della concezione animistica dei cieli, sebbene sostenuta ancora da Keplero, Paracelso, e dallo stesso Bruno, ha condotto ad una progressiva separazione tra scienza e religione, tra dimore fisiche e dimore spirituali, così che, in quanto sedi delle anime beate, l'esegesi moderna tende a considerare i cieli come luoghi immateriali o comunque appartenenti a una realtà non collegabile a quella visibile tridimensionale, o dello spaziotempo quadrimensionale.
La capacità di elevarsi alla percezione dei cieli, slegata dalle speculazioni filosofiche, è rimasta così relegata nel campo della pura veggenza, come nell'episodio del martirio di Stefano, nel quale il Santo vede «i cieli aperti», τοὺς οὐρανοὺς ἀνεῳγμένους, toùs ouranòus aneōigménous, riferendosi quindi a una realtà non immediatamente visibile all'osservazione comune.

### Il cielo come concetto interiore
Il concetto religioso del cielo ha in ogni caso mantenuto un significato valido nella sfera dell'interiorità del cristiano, per il quale può avere senso guardare alle nuvole o alle stelle non solo secondo un'ottica esclusivamente materiale, ma anche come la sede di potenze animico-spirituali di cui i diversi pianeti e fenomeni celesti non sarebbero che una manifestazione riduttiva a livello fisico.

L'altezza del cielo può essere quindi intesa anche nel «profondo» dell'anima. Il latino altus significa sia alto che profondo, come nella frase: «nell'alto dei cieli». Una delle espressioni più efficaci del cristianesimo riferite al cielo è utilizzata da Paolo di Tarso nella Prima Lettera ai Corinzi: 
(Paolo, Cor. 1)
Nella teologia di Tommaso Campanella il cielo è fatto oggetto di una similitudine ripresa dagli antichi padri della Chiesa:
(Tommaso Campanella, Cosmologia, Theologicorum Liber III)
(Fioretti, XIII)
Il cielo viene anche menzionato da frate Rufino, in contrappposizione al mondo, quando lui e Francesco ignudi predicarono in una chiesa di Assisi dove la gente pensava che fossero impazziti per la troppa penitenza.

### Cattolicesimo romano
Oggi la Chiesa cattolica insegna che "il cielo è il fine ultimo e il compimento delle più profonde aspirazioni umane, lo stato di felicità suprema e definitiva". In Cielo si vive la visione beatifica. La Chiesa sostiene che:
(CCC, 1026)
Il Catechismo della Chiesa Cattolica indica diverse immagini del cielo che si trovano nella Bibbia:
(CCC, 1027)
I cristiani che muoiono in uno stato di peccato veniale vengono purificato per un certo tempo finito nel Purgatorio. 
Autori cattolici hanno speculato sulla natura della "gioia secondaria del cielo", cioè l'insegnamento della Chiesa riflesso nei Concili di Firenze e di Trento. Il fondamento biblico è rinvenibile in Romani 2,6 (Dio « ripagherà secondo le opere di ciascuno») e in 2 Corinzi 9:6 («chi semina scarsamente mieterà anche scarsamente, e chi semina generosamente mieterà anche generosamente»).
Il poeta gesuita Gerard Manley Hopkins descrive questa gioia come il riflesso di Cristo gli uni verso gli altri, ciascuno a modo nostro e nella misura in cui siamo diventati più simili a Cristo in questa vita, poiché, «Cristo suona in diecimila luoghi, amabile nelle membra e amabile negli occhi non suoi, al Padre attraverso i lineamenti dei volti degli uomini».  Dio vuole condividere con noi anche questa gioia divina, la gioia di gioire nel rendere felici gli altri.

### Cristianesimo protestante
Alcune chiese protestanti insegnano che si entra in paradiso al momento della morte, mentre altre insegnano che ciò avviene in un momento successivo (il Giudizio Universale). La Risurrezione della carne non è intesa come il completamento della vita ultraterrena dell’anima, bensì è contrapposto alla sua immortalità.
La prima postula un giudizio particolare dell’anima subito dopo la morte e un giudizio universale dell’anima riunita al corpo alla fine dei tempi. La seconda intende che l'anima non entra in cielo fino al Giudizio Universale o alla "fine dei tempi" quando (insieme al corpo) è risuscitata per essere giudicata.

### Altre denominazioni cristiane
La nozione di cielo ricorre in altre denominazioni cristiane, come la Chiesa cristiana avventista del settimo giorno, per la quale esso è il luogo nel quale risiede Dio.
I Testimoni di Geova ritengono che solo 144.000 fedeli (chiamati gli unti, cfr. Apocalisse 14,4) saranno resuscitati in cielo per regnare con Cristo sulla maggior parte dell'umanità che vivrà sulla Terra.
La visione del Cielo della Chiesa dei Santi degli Ultimi Giorni è basata sulla sezione 76 del libro canonico Dottrina e Alleanze e su 1 Corinzi 15 nella versione della Bibbia di re Giacomo.